# Anápolis
Anápolis es un municipio brasileño del estado de Goiás. Se localiza a una latitud de 16°19'37" Sur y a una longitud de 48 57'10" O, estando a 54 kilómetros de la ciudad de Goiânia, capital del estado. Tiene una población de 408 276 habitantes (estimativas IBGE/2016), una superficie de 918 km², lo que da una densidad demográfica de 347,1 hab./km².

## Clima
El clima de Anápolis puede ser clasificado como clima tropical de sabana (Aw), de acuerdo con la clasificación climática de Köppen.

## Historia
El establecimiento comenzó en el siglo XVIII, debido a los viajes de los ganaderos a la región de las minas de oro en los pueblos cercanos. Algunos de los viajeros, cuando no se encontró ninguno de los metales más preciosos, decidió instalarse en la Thorp. El primer registro histórico fue escrito en 1819, cuando el naturalista y viajero francés Auguste de Saint-Hilaire, viajando de Bonfim (Silvania) hacia Meia-Ponte (Pirenópolis), se mantiene en la región llamada tapires 'Granja. Este nombre se debe a la abundancia de este animal en la región. El primer documento oficial fue escrito el 25 de abril de 1870, cuando un grupo de vecinos hizo una donación de algunas partes de sus tierras a la Virgen de Santa Ana Patrimonio.
Según un mito local en 1859, Ana de los Dolores dejaron Jaraguá hacia Bonfim (Silvania), en un viaje en tren de mulas. Uno de los mulos, que transportaba la imagen de Santa Ana, se perdieron. Cuando, se encontró que la mula, que no estaba dispuesto a moverse, y de los Dolores lo interpretó como el deseo del Santo para permanecer allí. Después de que ella se comprometió a construir una capilla en homenaje al Santo, la mula empezó a moverse de nuevo. La construcción del edificio hecho por su hijo, Gomes de Souza Ramos, once años más tarde. En 1872, un documento solicitando el estado de una parroquia fue escrito. Fue realizado por Souza Ramos al presidente provincial. La promesa fue concedida y la espina se convirtió en una parroquia 6 de agosto de 1873.
José da Silva Batista se trasladó a la región en el 28 de febrero de 1882, de la playa Meia-Ponte (Pirenópolis). Buscando una mayor autonomía, él y Sousa Ramos solicitó la incorporación de la ciudad, lo cual fue concedida el 15 de diciembre de 1887. Sin embargo, debido a algunos obstáculos, principalmente por las autoridades de Meia-Ponte, que estaba preocupado por la pérdida de impuestos, se hizo la ciudad 'de facto' el día 10 de marzo de 1892, cuando Batista fue nombrado presidente del consejo de administración de la ciudad Santana das Antas. La ciudad se convirtió en una ciudad en el 31 de julio de 1907.
El 9 de enero de 1924, la ciudad se convirtió en la primera en el estado para tener electricidad. El telégrafo siguió en 1926 y el ferrocarril llegó a la ciudad en 1935.
- Datos: Q223422
- Multimedia: Anápolis / Q223422

1. ↑  Worldpostalcodes.org,código postal n.º 75000-000.